# Saison 12 de Bones
Chronologie
Saison 11
La douzième et « dernière » saison de Bones, série télévisée américaine, est constituée de douze épisodes, diffusée du 3 janvier 2017 au 28 mars 2017 sur Fox.

## Synopsis
Une experte en anthropologie, Temperance Brennan, et son équipe à l'institut Jefferson (une allusion au Smithsonian Institution) est appelée à travailler en collaboration avec le FBI dans le cadre d'enquêtes criminelles, lorsque les méthodes classiques d'identification des corps ont échoué. Temperance travaille à partir des squelettes (d'où son surnom éponyme de la série : Bones, qui signifie « ossements », en anglais). Celle-ci est épaulée par un agent du FBI, Seeley Booth, avec lequel elle entretient des rapports tantôt conflictuels, tantôt complices voire plus. Elle s'appuie également sur son équipe de scientifiques : Angela Monténégro, la meilleure amie de Brennan, qui a inventé un logiciel pour reconstituer une scène de crime en images tridimensionnelles, le Dr Jack Hodgins, entomologiste et expert en spores et en chimie, le Dr Camille Saroyan, expert légiste, mais surtout la supérieure hiérarchique de Brennan et aussi de plusieurs assistants. Il y a également l'agent du FBI James Aubrey, qui collabore avec Booth et le reste de l'équipe.

## Distribution

### Acteurs principaux
- Emily Deschanel (VF : Louise Lemoine Torrès) : Dr Temperance « Bones » Brennan
- David Boreanaz (VF : Patrick Borg) : agent spécial Seeley Joseph Booth
- Michaela Conlin (VF : Chantal Baroin) : Angela Montenegro
- Tamara Taylor (VF : Annie Milon) : Dr Camille Saroyan
- T. J. Thyne (VF : Thierry Kazazian) : Dr Jack Hodgins
- John Boyd (VF : Yoann Sover) : agent James Aubrey

### Acteurs récurrents
- Eric Millegan (VF : Taric Mehani) : Dr Zack Addy
- Stephen Fry (VF : Vincent Grass) : Dr Gordon Wyatt
- Sunnie Pelant (VF : Jade Pradin) : Christine Booth
- Ryan O'Neal (VF : Hervé Jolly) : Max Keenan
- Patricia Belcher (VF : Julie Carli) : Caroline Julian
- Sara Rue : Karen Delfs

#### Les assistants duDrBrennan
- Michael Terry (VF : Nicolas Beaucaire) : Wendell Bray (4 épisodes)
- Pej Vahdat (VF : Jérémy Prévost) : Arastoo Vaziri (4 épisodes)
- Carla Gallo (VF : Laura Préjean) : Daisy Wick (3 épisodes)
- Laura Spencer (VF : Lydia Cherton) : Jessica Warren (3 épisodes)
- Eugene Byrd (VF : Pascal Nowak) : Dr Clark Edison (3 épisodes)
- Ignacio Serricchio (VF : Gilles Morvan) : Rodolfo Fuentes (2 épisodes)
- Joel David Moore (VF : Vincent de Bouard) : Dr Colin Fisher (1 épisode)

### Invités
- Melanie Paxson (VF : Clara Soares) : Patty (épisode 2)
- Ed Asner : Rufus Tucker (épisode 3)
- Hal Holbrook : Red Hudmore (épisode 3)
- Guy Boyd : Philip Aubrey (épisode 4)
- Eddie McClintock : Tim « Sully » Sullivan (épisode 8)
- Betty White : Dr Beth Mayer (épisode 10)

## Production

### Développement
Le 25 février 2016, la série a été renouvelée pour une douzième et dernière saison de douze épisodes.

### Casting
En juillet 2016, Eric Millegan (Dr Zack Addy), après son retour dans l'épisode final de la onzième saison, poursuivra sa présence lors de cette ultime saison.
En août 2016, Ed Asner et Hal Holbrook ont obtenu un rôle d'invité lors du troisième épisode.
En septembre 2016, Eddie McClintock est annoncé pour reprendre son rôle de Tim « Sully » Sullivan, qu'il avait interprété lors de la deuxième saison.
En octobre 2016, Betty White reprendra son rôle du Dr Beth Mayer lors du dixième épisode.
En novembre 2016, Stephen Fry est annoncé à son tour pour reprendre son rôle du Dr Gordon Wyatt, qu'il avait tenu lors de la deuxième, quatrième et cinquième saison.

## Liste des épisodes

### Épisode 1:L'Espoir et la Douleur
- États-Unis /  Canada : 3 janvier 2017 sur FOX[9] / City[10]
- Belgique : 11 avril 2017 sur RTL-TVI[11]
- Suisse : 12 mai 2017 sur RTS Deux[12]
- France : 2 septembre 2017 sur M6[13],[14]

- États-Unis : 3,43 millions de téléspectateurs[15] (première diffusion)

- Ravi Kapoor (en) (Dr Mihir Roshan)
- Tim Guinee (Dr Brandon Faulk)

### Épisode 2:Irma
- États-Unis /  Canada : 10 janvier 2017 sur FOX / City
- Suisse : 12 mai 2017 sur RTS Deux[12]
- France : 2 septembre 2017 sur M6[14]
- Belgique : 13 février 2018 sur RTL-TVI

- États-Unis : 3,31 millions de téléspectateurs[16] (première diffusion)

- Doug Budin (Donald)
- Melanie Paxson (Patty)
- Paul Bartholomew (Ian Goldberg)
- Aasha Davis (en) (Kate Dalton)
- Max Adler (Randy Stringer)
- Jed Rees (en) (Alan)
- Justin Welborn (Matthew Coburn)
- Dana Woods (AMI)
- Patrick Gallagher (Dave Esposito)
- Ajani Wrighster (Riley)

### Épisode 3:Rencontre du troisième âge
- États-Unis /  Canada : 17 janvier 2017 sur FOX / City
- Suisse : 19 mai 2017 sur RTS Deux[17]
- France : 9 septembre 2017 sur M6[18]
- Belgique : 13 février 2018 sur RTL-TVI

- États-Unis : 2,92 millions de téléspectateurs[19] (première diffusion)

- Jack Plotnick (Francis Byers)
- Megan Suri (Claire)
- Cade Canon Ball (Kyle)
- Cyrus Arnold (Evan)
- Kurt Scholler (Bertram Schillinger)
- Maxine Weldon (Agnes)
- June Squibb (Barbara Baker)
- Edward Asner (Rufus Tucker)
- Isaac C. Singleton Jr. (Sam Felton)
- Hal Holbrook (Red Hudmore)

### Épisode 4:Le Passé a un prix
- États-Unis /  Canada : 24 janvier 2017 sur FOX / City
- Suisse : 19 mai 2017 sur RTS Deux[17]
- France : 9 septembre 2017 sur M6[18]
- Belgique : 20 février 2018 sur RTL-TVI

- États-Unis : 3,05 millions de téléspectateurs[20] (première diffusion)

- Guy Boyd (Philip Aubrey)
- Blake Berris (Jake Tompkins)
- Elizabeth Tobias (Tracy Trout)
- Carter Hastings (Declan Trout)
- John Bishop (Tom Ellis)
- Jay Glazer (Dave Hines)
- Michael James Lazar (Mike Reiss)
- La Monde Byrd (Ted McKinney)
- Julie Stewart-Binks (Meredith Brandt)

### Épisode 5:Cours très particuliers
- États-Unis /  Canada : 31 janvier 2017 sur FOX / City
- Suisse : 26 mai 2017 sur RTS Deux[21]
- France : 16 septembre 2017 sur M6[22]
- Belgique : 20 février 2018 sur RTL-TVI

- États-Unis : 3,76 millions de téléspectateurs[23] (première diffusion)

- Rafi Gavron (Benny Pence)
- Marsha Thomason (Amy Bryan)
- Haley Tju (Meredith Hurley)
- Kalon Atkins (Andrew)
- Julie Claire (Psycho Sue Casey)
- Justin Castor (Jacob Casey)
- Jaleel White (officier Adams)
- Mike Erwin (Matt Bogdan)
- Fred Cross (Gavin Mills)
- Alexie Gilmore (Cornelia Mills)

### Épisode 6:Envoyer du bois!
- États-Unis /  Canada : 7 février 2017 sur FOX / City
- Suisse : 26 mai 2017 sur RTS Deux[21]
- France : 16 septembre 2017 sur M6[24]
- Belgique : 27 février 2018 sur RTL-TVI

- États-Unis : 3,07 millions de téléspectateurs[25] (première diffusion)

- David Koechner (Jack Flap)
- Dave Thomas (Dick Scarn)
- Stephanie Czajkowski (Helga Thisk)
- Trevor Torseth (Ragnar Thisk)
- Nathan Gamble (Gene Frong)
- Inga Cadranel (Nancy Alpert)
- Melissa Tracy (Phyllis Paul)
- Jeffrey Larson (Freddy)
- Brandon Soo Hoo (Pete)
- Matt Nix (Greg)
- Rydell Danzie (un bûcheron)

### Épisode 7:Une histoire de vengeance
- États-Unis /  Canada : 14 février 2017 sur FOX / City
- Suisse : 1er septembre 2017 sur RTS Deux[26]
- France : 16 septembre 2017 sur M6[27]
- Belgique : 27 février 2018 sur RTL-TVI

- États-Unis : 2,97 millions de téléspectateurs[28] (première diffusion)

- Gerardo Celasco (Mark Kovac)
- Brittany Shaw Johns (Jeannine Kovac)
- Eugene Alper (Javor Nicovic)
- Jennae Hoving (agent du FBI Samantha Chatterjee)
- Charles Carpenter (le directeur adjoint du FBI Thomas Mordick)
- Brigitte Valdez (Caitlin Shwartz)
- Jessica L. Fisher (Darla)
- Derek Ray Siefert (agent du FBI Austin Suarez)
- Jeremy Denzlinger (Aliz Munoz)
- Michael Johnson (Mike Reiss)
- Zachary Sale (EMT)
- Nancy Bellany (l'infirmière)

### Épisode 8:Vikings
- États-Unis /  Canada : 21 février 2017 sur FOX / City
- Suisse : 1er septembre 2017 sur RTS Deux[26]
- France : 16 septembre 2017 sur M6[27]
- Belgique : 6 mars 2018 sur RTL-TVI

- États-Unis : 2,9 millions de téléspectateurs[29] (première diffusion)

- Eddie McClintock (Tim Sullivan)
- Miranda Frigon (Gilda Sandling)
- Lindsey Haun (Tess Abbott)
- Dale Raoul (Gretchen Crockett)
- Tom Degnan (Adam Hitchcock)
- A Leslie Kies (Kathleen Tobine)
- Greg Evigan (Rick Tobine)
- Wolfgang Bodison (Doug Patton)
- Wylie Small (Lucy Andreassen)

### Épisode 9:Les Fous du volant
- États-Unis /  Canada : 7 mars 2017 sur FOX / City
- Suisse : 8 septembre 2017 sur RTS Deux[30]
- France : 23 septembre 2017 sur M6[31]
- Belgique : 6 mars 2018 sur RTL-TVI

- États-Unis : 2,89 millions de téléspectateurs[32] (première diffusion)

- Stephen Fry (Dr Gordon Wyatt)
- Ignacio Serricchio (Rodolfo Fuentes)
- Christina Carlisi (Agnes Doyle)
- John Philbin (Ned Dixon)
- Erin Conner (Charlene Fisher)
- Joe Ochman (Barry McGee)
- Jaime Bergman (Dawn Skaggs)
- Ronnie Gene Blevins (Ray Kimball)
- Chris Ferraro (Carmageddon)
- Peter Joseph Ferraro (Mad Dog)

### Épisode 10:Série Z
- États-Unis /  Canada : 14 mars 2017 sur FOX / City
- Suisse : 8 septembre 2017 sur RTS Deux[30]
- France : 23 septembre 2017 sur M6[31]
- Belgique : 13 mars 2018 sur RTL-TVI

- États-Unis : 2,52 millions de téléspectateurs[33] (première diffusion)

- Betty White (Dr Beth Mayer)
- Michael Grant Terry (Wendell Bray)
- David Faustino (David Faustino)
- Rebecca Metz (Linda Martin)
- Alan Heitz (Ron Bergman)
- Meeghan Beth Holaway (Barb Martucci)
- Fred Stoller (Allen Peppermelt)
- Matthew Jones (Dwayne Hawkins)
- Morgan Lindholm (Carly Catalano)
- James Earl (Gordy)
- Charles Austin Saxton (Kirby Lee)

### Épisode 11:Le Jugement Dernier
- États-Unis /  Canada : 21 mars 2017 sur FOX / City
- Suisse : 15 septembre 2017 sur RTS Deux[34]
- France : 23 septembre 2017 sur M6[35]
- Belgique : 13 mars 2018 sur RTL-TVI

- États-Unis : 3,55 millions de téléspectateurs[36] (première diffusion)

- Cyndi Lauper (Avalon Harmonia)
- Eric Millegan (Zach Addy)
- Raney Branch (Felicia Saroyan)
- Tiffany Hines (en) (Michelle Welton)
- Brittany Shaw (Jeannine Kovac)
- Meagan Fay (la juge Celia Stockwell)

### Épisode 12:Tout finit par changer
- États-Unis /  Canada : 28 mars 2017 sur FOX / City
- Suisse : 15 septembre 2017 sur RTS Deux[34]
- France : 23 septembre 2017 sur M6[35]
- Belgique : 13 mars 2018 sur RTL-TVI

- États-Unis : 4,35 millions de téléspectateurs[37] (première diffusion)
- Canada : 1,14 million de téléspectateurs[38] (première diffusion + différé 7 jours)

- Gerardo Celasco (Mark Kovac)
- Brittany Shaw (Jeannine Kovac)
- Giuseppe Scoleri (agent Freddy Pino)
- David T. Boreanaz (Dave Roberts)
- Blaine Holtkamp (Dr Domick Dupont)